# Maria, sorcière de gré, pucelle de force !
Maria, sorcière de gré, pucelle de force ! (純潔のマリア, Junketsu no Maria, sous-titré en français Sorcière de gré, pucelle de force) est un manga écrit et dessiné par Masayuki Ishikawa. Il est prépublié entre novembre 2008 et juillet 2013 dans le magazine Good! Afternoon et compilé en trois tomes par l'éditeur Kōdansha. Une suite intitulée Junketsu no Maria Exhibition est publiée en 2014 dans le même magazine.
Une adaptation en série télévisée d'animation produite par le studio Production I.G est diffusée initialement entre janvier et mars 2015 au Japon sur Tokyo MX et dans les pays francophones en simulcast sur J-One et Anime Digital Network.

## Synopsis
L'histoire du manga se déroule pendant la guerre de Cent Ans, après la mort de Jeanne d'Arc, dans un petit village français proche des terres conquises par le Royaume d'Angleterre. Il existe alors des sorcières dotées de grands pouvoirs, capables de créer succubes et incubes leur servant d'agents pour influencer le monde. Maria, qui vit dans la forêt proche du village, est une sorcière très puissante. Elle déteste la guerre et intervient chaque fois qu'une bataille a lieu entre Anglais et Français près de sa demeure, effrayant les deux armées pour les forcer à cesser le combat. Elle a aussi la particularité d'être encore vierge, ce qui ne cesse de l'embarrasser lorsqu'elle en discute avec son succube personnel. Comme elle intervient souvent dans les affaires des humains, les cieux ont décidé de surveiller de plus près ses agissements, par l’intermédiaire de l'ange Ezekiel.

## Personnages
Maria (マリア, Maria)
Maria est une jeune sorcière vivant en Normandie, dans une forêt. Elle déteste les combats et la guerre, et chaque fois que les forces anglaises et françaises combattent près de chez elle, elle intervient pour faire cesser les combats. Elle est aussi très amie avec la grand-mère de Anne, Martha, et lui procure régulièrement des médicaments de sa composition. Naïve et idéaliste, elle n'en fais qu'à sa tête, même si ses agissements n'arrangent rien. Vierge, elle est assez timide et inexpérimentée.
Artemis (アルテミス, Arutemisu)
Artemis est le succube personnel de Maria, qui peut prendre la forme d'une chouette ronde et blanche aux yeux roses, alors que dans sa forme humaine elle a l'apparence d'une femme aux cheveux blonds presque blancs et aux yeux roses, avec une poitrine imposante. Elle agit dans l'intérêt de Maria lorsque celle-ci veut manipuler les officiers anglais ou français afin qu'ils ne combattent pas, et usent alors de ses connaissances de succubes. Elle est particulièrement soucieuse du bien être de sa maîtresse, et essaye de la convaincre plusieurs fois de perdre sa virginité. Son nom vient de la déesse grecque de la chasse et de la lune.
Priapos (プリアポス, Puriaposu)
Priapos est créé peu de temps avant le début de l'histoire par Maria, sur le conseil d'Artemis qui pense qu'il leur faudrait un incube pour l'aider (et ce après qu'elle s'est heurtée à un commandant anglais homosexuel, qui a résisté à ses avances). Sous sa forme animale, c'est une petite chouette aux yeux verts, alors que dans sa forme humaine c'est un jeune garçon aux yeux verts et aux cheveux châtains. Après sa création, il s'occupe des tâches ménagères dans la maison de Maria, et ne sert pas à grand chose d'autre car il n'a pas d'organe de reproduction : en effet, Maria n'ayant jamais vu le sexe d'un homme, elle ne sait pas lui en donner un lorsqu'elle le transforme, ce qui est une grande source de honte et d'humiliation pour Priapos. Son nom vient, ironiquement, d'un dieu grec de la fertilité.
Ezekiel (エゼキエル, Ezekieru)
Jeune ange aux cheveux et aux yeux bleus, elle peut prendre la forme d'une petite colombe. Elle est envoyée par l'archange Michael afin de surveiller Maria et d'avertir Michael si Maria faisait de nouveau usage de sa magie devant les humains. D'abord hautaine, et distante, elle finit par s'attacher à Maria et à ses amis. Elle essaye de convaincre Maria de renoncer à sa sorcellerie et à sa virginité, car à cause de son attachement elle hésite à prévenir Michael.
Joseph (ジョセフ, Josefu)
Jeune homme au service du comte, il est employé par ce dernier pour négocier et interagir avec Maria. Il s'attache rapidement à Maria, respectant ses idéaux, et va jusqu'à la défendre lorsque l'archange Michael tente de la tuer une première fois, Joseph n'hésite d'ailleurs pas à attaquer l'archange. Il est tiraillé entre sa loyauté pour son suzerain et son attachement à Maria lorsque cette dernière commence à perturber les intérêts de son maître.
Anne (アン, An)
Anne est la petite fille de Martha. Au début de l'histoire du manga, elle fait la connaissance de Maria en venant chercher les médicaments de sa grand-mère. Elle apprécie beaucoup Maria, et s'attache à Priapos et Ezekiel.
Martha (マーサ, Māsa)
Martha est une vieille dame du village près duquel Maria vit. Elle connaît Maria depuis très longtemps, en fait depuis que cette dernière était enfant, et les deux femmes sont amies depuis longtemps.
Garfa (ガルファ, Garufa)
Garfa est un mercenaire, ambitieux et cherchant à se faire de l'argent. Il apprécie Joseph, qui participe à ses côtés à ses premiers combats, alors qu'il n'éprouve qu'une certaine animosité envers Maria car cette dernière gâche les batailles auxquelles il participe. À la suite d'une bataille où Maria intervient, alors que les français allait l'emporter, il perd son bras gauche et éprouve encore plus d'animosité envers la sorcière.
Guillaume (ギヨーム, Giyōmu)
Le comte Guillaume, suzerain des terres bordant la forêt de Maria, est un seigneur peu pieux et très réaliste. Il faisait affaire plusieurs fois avec la jeune sorcière, jusqu'à ce que les interactions  de cette dernière ne commence à le gêner. Il s'associe donc avec son neveu, Bernard pour se débarrasser de Maria...
Lolotte (ロロット, Rorotto)
Prostituée appartenant à la même troupe que Garfa, elle semble assez attachée à Garfa, même si parfois ce dernier l'inquiète.
Yvain (イーヴァン, Īvan)
Yvain est le chef de la troupe de mercenaires à laquelle appartiennent Garfa et Lolotte.
Bernard (ベルナール, Berunāru)
Le frère Bernard est un moine, et le neveu du comte Guillaume. Il est assez indécis quant à son ressenti envers Maria, dont l'existence et le comportement lui fait douter de lui... Il doute particulièrement à cause du nom de la sorcière et du fait que cette dernière est encore vierge.
Gilbert (ジルベール, Jirubēru)
Gilbert est un jeune moine au service de Bernard, il est aussi un agent de l'Inquisition habilité à juger une personne soupçonnée d'hérésie.
Viv (ビブ, Bibu)
Viv dit qu'elle partage les mêmes objectifs que Maria, et s'intéresse beaucoup à elle. C'est une sorcière anglaise, très puissante, qui essaye de convaincre Maria de rejoindre la Guilde des sorcières pour les aider, et surtout pour que Maria arrête de gêner les batailles que les autres sorcières observent. C'est une jeune femme aux cheveux blonds et aux yeux rouges.
Michael (ミカエル, Mikaeru)
L'archange Michael, agent de l'église céleste, apparaît lorsque Maria intervient contre une troupe de mercenaires désœuvrés qui attaque le village voisin de sa forêt. Il accepte de laisser Maria en vie, à la condition que cette dernière reste sous la surveillance d'Ezekiel et ne fasse plus d'utilisation de sa magie devant des humains.

## Manga
Le manga écrit et dessiné par Masayuki Ishikawa est publié entre le 7 novembre 2008 et le 5 juillet 2013 dans le magazine Good! Afternoon,. Trois volumes reliés sont publiés par Kōdansha entre le 5 février 2010 et le 7 octobre 2013,. Une suite intitulée Junketsu no Maria Exhibition est publiée entre le 7 juillet et le 6 décembre 2014,. L'unique volume est publié le 7 janvier 2015.

## Anime
L'adaptation en série télévisée d'animation est annoncée en octobre 2013. Elle est produite au sein du studio Production I.G avec une réalisation de Gorō Taniguchi, un scénario de Hideyuki Kurata et des compositions de Koda Masato. Elle est diffusée initialement à partir du 11 janvier 2015 sur Tokyo MX. Dans les pays francophones, elle est diffusée en simulcast sur J-One et Anime Digital Network.

### Liste des épisodes
| No | Titre de l’épisode en français        | Titre original de l’épisode                                                                   | Date de 1re diffusion |
| -- | ------------------------------------- | --------------------------------------------------------------------------------------------- | --------------------- |
| 1  | Virginité intacte                     | VIRGO INTACTA: 完全なる乙女 Virgo Intacta: Kanzen'naru otome                                  | 11 janvier 2015       |
| 2  | Contre le monde                       | CONTRA MUNDUM: 世界に対す Contra Mundum: Sekai ni taisu                                       | 18 janvier 2015       |
| 3  | Par la foi et non par les armes       | FIDE, NON ARMIS: 武器でなく信仰で Fide, Non Armis: Bukidenaku shinkō de                       | 25 janvier 2015       |
| 4  | Souviens-toi que tu vas mourir        | MEMENTO MORI: 死を思え Memento Mori: Shi o omoe                                               | 1er février 2015      |
| 5  | Ose savoir                            | SAPERE AUDE: 勇気を, 分別を Sapere Aude: Yūki o, funbetsu o                                   | 8 février 2015        |
| 6  | Sous la rose                          | SUB ROSA: 薔薇の下で Sub Rosa: Bara no shita de                                               | 15 février 2015       |
| 7  | La guerre se nourrit d'elle-même      | BELLUM SE IPSUM ALET: 戦争は戦争を食う Bellum Se Ipsum Alet: Sensō wa sensō o kuu             | 22 février 2015       |
| 8  | L'Homme est un loup pour l'homme      | LUPUS EST HOMO HOMINI: 人は, 人にとって狼 Lupus Est Homo Homini: Hito wa, hito ni totte ōkami | 1er mars 2015         |
| 9  | Mettre son grain de sel               | CUM GRANO SALIS: 一つまみの塩を Cum Grano Salis: Hito-tsumami no shio o                       | 8 mars 2015           |
| 10 | Je hais et j'aime                     | ODI ET AMO: 我憎み、我愛す Odi Et Amo: Ware nikumi, ware aisu                                 | 15 mars 2015          |
| 11 | Si tu veux être aimé, aime            | SI VIS AMARI, AMA: 愛を望むなら愛せ Si Vis Amari, Ama: Ai o nozomu nara aise                  | 22 mars 2015          |
| 12 | Apocalypse – L'amour triomphe de tout | OMNIA VINCIT AMOR: 愛は、全てに勝つ Omnia Vincit Amor: Ai wa subete ni katsu                  | 29 mars 2015          |